# Transbrasil-Flug 107
Auf dem Transbrasil-Flug 107 (Flugnummer: TR107) ereignete sich am 22. Januar 1976 ein schwerer Flugunfall, als beim Start einer Embraer EMB-110C Bandeirante der Fluggesellschaft Transbrasil vom Flughafen Chapecó-São Cristóvão ein Fahrwerksreifen der Maschine platzte. Bei dem Zwischenfall kamen sieben von neun Personen an Bord ums Leben.

## Maschine
Das betroffene Flugzeug war eine 1973 gebaute Embraer EMB-110C Bandeirante mit der Werknummer 110011. Die Maschine trug das Luftfahrzeugkennzeichen PT-TBD. Das zweimotorige Regionalverkehrsflugzeug war mit 2 Turboproptriebwerken des Typs Pratt & Whitney Canada PT6A-34 ausgestattet. Die Maschine verfügte über eine zweitönige, blaue Bemalung.

## Besatzung
Es befand sich eine zweiköpfige Besatzung an Bord der Maschine, bestehend aus einem Flugkapitän und einem Ersten Offizier. Kapitän der Maschine war der alleinstehend lebende, 25-jährige Marcos Antônio Pletrobom de Alvarenga Mafra. Erster Offizier war Antônio Olintho Garcia de Oliveira. Auf diesem Regionalflug waren keine Flugbegleiter vorgesehen.

## Passagiere und Flugplan
Der Flugplan sah einen Flug von Florianópolis nach Porto Alegre vor, es waren Zwischenstopps in Joaçaba, Concórdia, Chapecó und Erechim vorgesehen. Den Flug nach Erechim hatten sieben Passagiere angetreten.

## Flugverlauf und Unfallhergang
Die Maschine war mit einer neunminütigen Verspätung in Florianópolis gestartet, da sie auf eine verspätete Maschine aus São Paulo wartete, deren Passagiere den Flug antreten sollten. Der Flug von Florianópolis über Joaçaba und Concórdia nach Chapecó verlief ansonsten ohne besondere Vorkommnisse, bei den Zwischenstopps stiegen Passagiere aus und weitere zu. Der Zwischenstopp in Chapecó dauerte fünf Minuten, dabei stiegen keine Passagiere aus. Gegen 15:30 Uhr setzte die Maschine zum Startlauf von der staubig-kiesigen Piste des schlecht erhaltenen, zu dieser Zeit auf dem Gebiet des heutigen Stadtteils São Cristóvão nahe der Altstadt gelegenen Flughafens Chapecó an. Während des Startlaufs platzte bei hoher Geschwindigkeit der rechte Hauptfahrwerksreifen der Maschine, nachdem er von einem spitzen Kieselstein perforiert wurde. Kapitän Mafra fuhr den Triebwerksschub zurück und bremste abrupt. Da die Bremsen der Maschine nicht über ein Antiblockiersystem verfügten, blockierten die Räder bei der anschließenden Bremsung, was den Reibungskoeffizienten stark verringerte, während der Reifen zerbarst, was die Situation weiter verschlimmerte. Das Flugzeug schlitterte über die zu dieser Zeit sehr kurze Startbahn, überrollte diese und schlug in einem dahinter befindlichen Graben auf. Die Maschine blieb nach dem Aufprall relativ intakt, begann jedoch zu qualmen und geriet kurz darauf in Brand.

## Rettungs- und Bergungsaktion
Die Insassen der Maschine konnten sich nicht selbstständig befreien. Arbeiter des angrenzenden, landwirtschaftlichen CIPAL-Produktionswerks eilten zur Hilfe und öffneten die Kabinentür von außen. Sie konnten jedoch nur zwei Passagiere retten, bevor die Maschine ausbrannte. Der erste Passagier konnte noch vor einem Übergreifen des Brandes gerettet werden, der Körper des zweiten stand bereits in Flammen. Als die Ersthelfer den Passagier aus der Maschine zogen, waren Zeugenaussagen zufolge aus dem Inneren der Bandeirante keine Rufe oder Schreie von Menschen, sondern nur das Knistern der Flammen zu hören. Zwei Minuten später explodierte die Maschine. Die Flughafenfeuerwehr traf 5 Minuten nach dem Unfall ein, jedoch dauerte es weitere 15 Minuten, bis sie den Brand löschen konnte. Die beiden Verletzten wurden in das Hospital Santo Antônio gebracht. Die Unfallstelle wurde abgesperrt und die verkohlten Leichen der Unfallopfer geborgen.

## Opfer und Überlebende
Bei dem Unfall starben beide Piloten sowie fünf der sieben Passagiere. Die beiden männlichen Passagiere, die gerettet wurden, waren schwer verletzt. Der erste Passagier erlitt lediglich ein Lungenödem und konnte nach einer Untersuchung im Krankenhaus bald entlassen werden. Er wurde mit einer anderen Maschine der Transbrasil in seinen Heimatort Porto Alegre ausgeflogen. Die Haut am Körper des zweiten Opfers, eines Mannes aus Rio Grande do Sul, war nach Aussagen der Ärzte zu 99 Prozent verbrannt.